# Älvsborgsposten (1978)
Älvsborgsposten  var en centerpartistisk dagstidning med endagarsutgivning, utgiven från 15 oktober 1978 till 22 december 1995. Älvsborgsposten var tidningens fullständiga titel. Tidningen startade med två provnummer den 5 oktober 1978 och den 12 oktober 1978. Tidningen uppgår i Västerbygden 1995. Materialet från Älvsborg kommer åter igen att finnas i Västerbygden citat från tidningen 22 december 1995. Älvsborgsposten var närstående tidning till Västerbygden, som den var en edition till. Tidningarna hade samma ägare. Västerbygdens spridningsområde blev för stort och 1978 var det nödvändigt med en egen tidning för norra Älvsborg.

## Redaktion
Redaktionsort var 1978 till 1984 Vänersborg och sedan 1985 till 1995 Uddevalla. Tidningens politiska tendens var hela tiden centerpartistisk. Tidningen kom ut torsdagar till 1986 sedan fredagar till 1995.
| Period                 | Ansvarig utgivare    | Periodl                | Redaktör             |
| 1978-10-05--1984-12-20 | Johansson, Karl-Olof | 1978-10-05--1984-12-20 | Johansson, Karl-Olof |
| 1985-01-03--1988-03-04 | Nyberg, Göran        | 1985-01-03--1985-07-18 | Nyberg, Göran t f    |
| 1988-03-11--1991-12-20 | Allvin, Pär          | 1985-07-25--1988-03-04 | Nyberg, Göran        |
| 1992-01-03--1995-06-22 | Arnstad, Iwar        | 1988-03-11--1991-12-20 | Allvin, Pär          |
| 1995-06-30--1995-12-22 | Jannert, Ulrika      | 1992-01-03--1995-06-22 | Arnstad, Iwar        |
|                        |                      | 1995-06-30--1995-12-22 | Jannert, Ulrika      |

## Tryckning
Förlagsnamn var Västerbygdens Tidningsförening i Uddevalla hela tiden men uppgifter är lite osäkra första åren. Tryckeri var till 6 juli 1990 Trollhättans Tryckeri aktiebolag  i Trollhättan. Sedan Trollhättans Tryckeri utan aktiebolag i namnet. 1990 till 1992 var tryckeriet Trollhättans Tidning  och från den 31 juli 1992 till nedläggningen Tryckerigården  i  Bollebygd. Sätteri  från 5 oktober 1978 till 26 november 1993 var Västerbygden i  Uddevalla enligt tidningen. 1993 till 1995 endast annonssättning och repro. Tidningen sätts på dataskärmar enligt tidningen den 22 december 1995 så då har man digital sättning. Tidningen trycktes i 2 färger + svart till 1993 och sedan 1993 till 1995 i fyrfärg. Satsytan var i tabloidformat  satt med antikva på 16-28 tidningssidor, för det mesta 20-24 sidor. Priset var 1978 40 kr och steg till 110 kr 1987 och nådde 230 kronor 1995. Upplagan för tidningen var inledningstiden ca 4000 men sjönk sista åren till 2100.